# Шишка

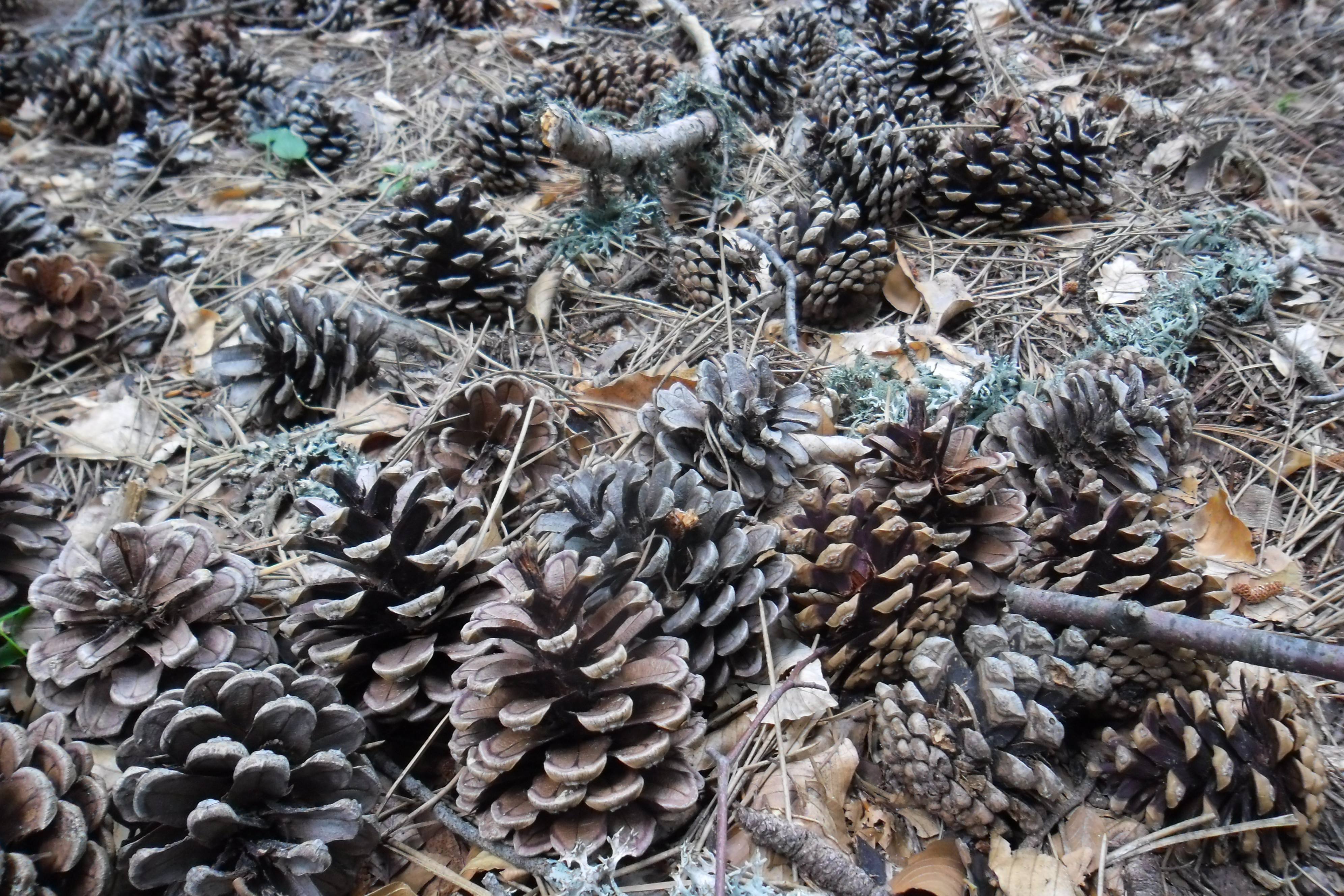
Опалі соснові шишки. Крим. Україна

Ши́шка (лат. strobilus) — видозмінений пагін, що розвивається на кінцях гілок хвойних рослин у вигляді маленьких утворень, вкритих лусочками, що містить у собі статеві структури. Зазвичай шишкою називають жіночу шишку, яка містить насіння. Чоловіча шишка, в якій виробляється пилок, зазвичай трав'яниста та менша за розмірами, навіть у повній зрілості.
Чоловіча шишка (мікростробіл) структурно подібна у всіх голонасінних, незначно відрізняючись у різних видів (переважно розташуванням лусочок).
Жіноча шишка (мегастробіл) містить насінні зачатки, в яких проростають пилкові зерна, що туди потрапили, і з яких після цього утворюється насіння. Мегастробіли помітно відрізняються у різних родин хвойних, і є важливими для ідентифікації багатьох видів.
Дозрілі соснові шишки чуйно реагують на зміну вологості навколишнього повітря, розкриваючись при малій і стискаючись при підвищеній вологості повітря. Тому там, де не потрібно точне вимірювання вологості, їх можна використовувати як гігрометр [2].
Шишки деяких африканських саговників важать до 50 кг. [3]
Для вилучення кедрових горішків з шишок застосовуються шишкодробилки.

## Застосування
Шишки багатьох рослин є цінною сировиною. Тому вони є метою кустарних промислів, а іноді і промислового використання для виробництва технічних і парфумерних олій і медичних засобів.
Багато горішків мають відмінні смакові якості і їх споживання є національною традицією. Наприклад: знамениті кедрові горішки (як і соняшникові насіннячка) напівжартома-напівсерйозно називали «російський шоколад».
Знайшли застосування в кулінарії і соснові шишки. З них варять смачне і корисне варення. Його використовують не тільки як десерт, але і як натуральні засоби для зміцнення імунітету і для лікування хворого горла при застуді (вважається ефективним протикашльовою засобом).
Варення з соснових шишок варять в період з кінця травня по кінець червня, коли шишки ще зелені і не затверділи. Відповідні для створення десерту шишки повинні легко проколюватися нігтем. Заготівлю сировини виробляють обов'язково далеко від автомобільних доріг і з тих дерев, що виглядають здоровими. Самі шишки повинні бути цілими без будь-яких пошкоджень. В цілому технологія варіння шишкового варення нагадує технологію варіння будь-якого фруктово-ягідного варення.

## Символіка
Шишка нерідко використовується у геральдиці. Наприклад, герб Хабаровського району, герб Шкотовского району, герб муніципалітету Сарран у Франції, герб муніципалітету Сулкава у Фінляндії. Є статуя соснової шишки в музеях Ватикану (див. фото). Є Фонтан із шишковими прикрасами м. Копер (див. фото), Будинок культури ДВРЗ також прикрашений скульптурами шишок.

## Галерея

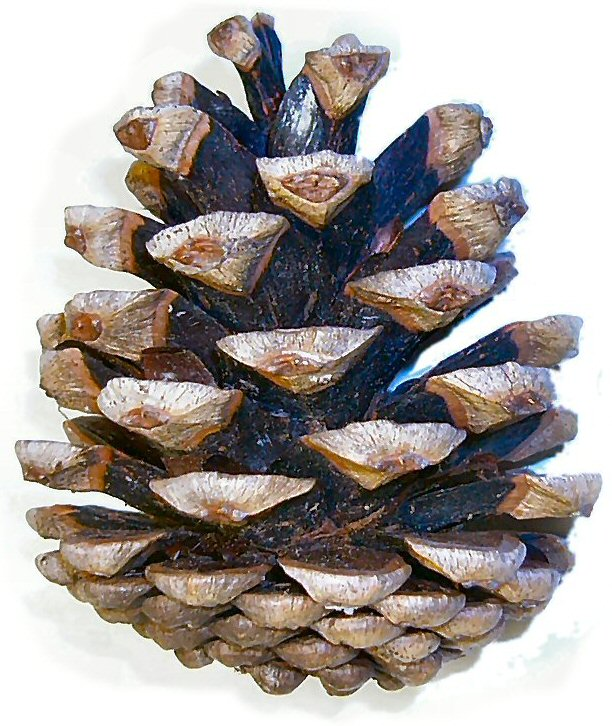
Шишка Pinus nigra
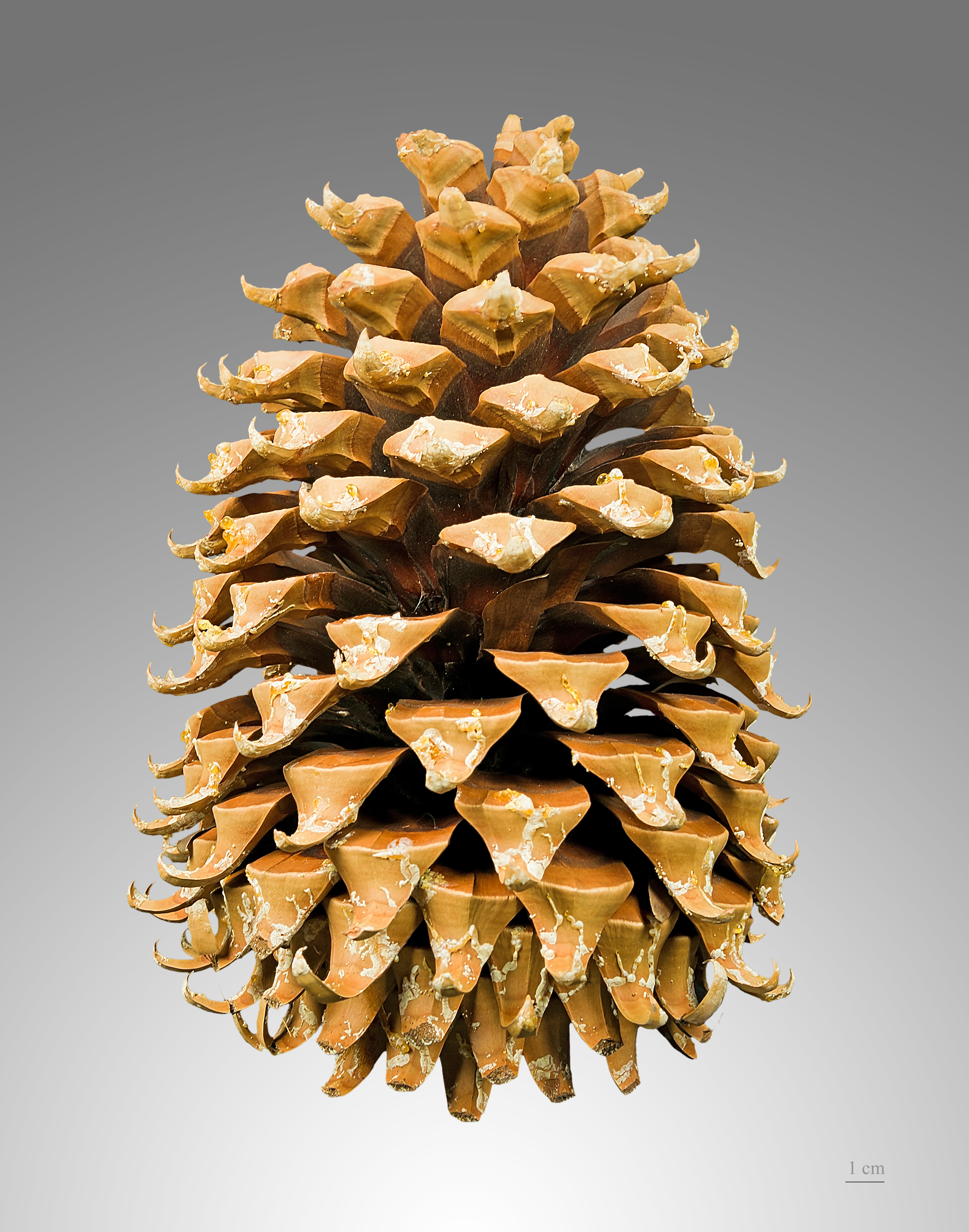
Шишка Pinus coulteri
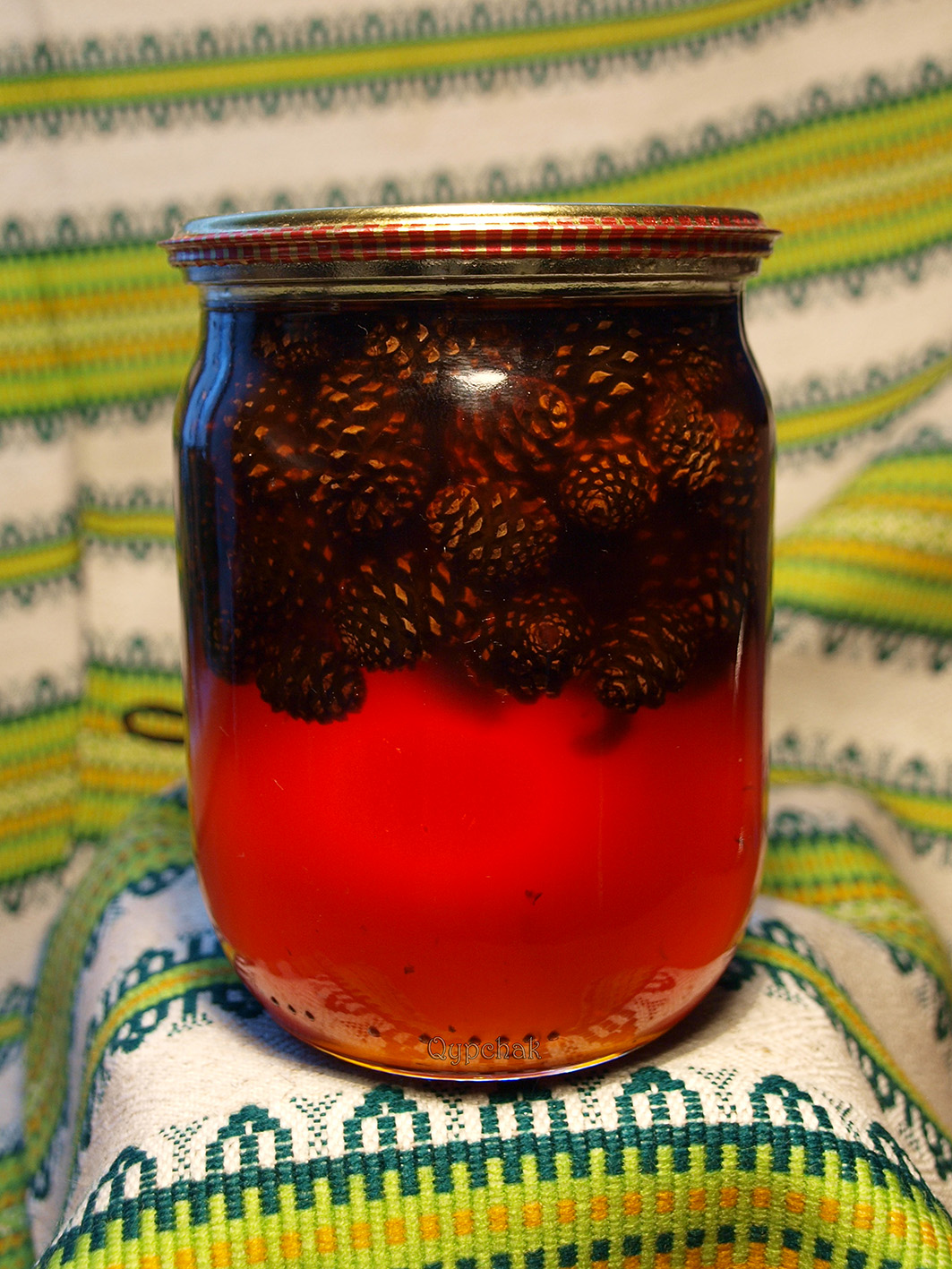
Варення із соснових шишок
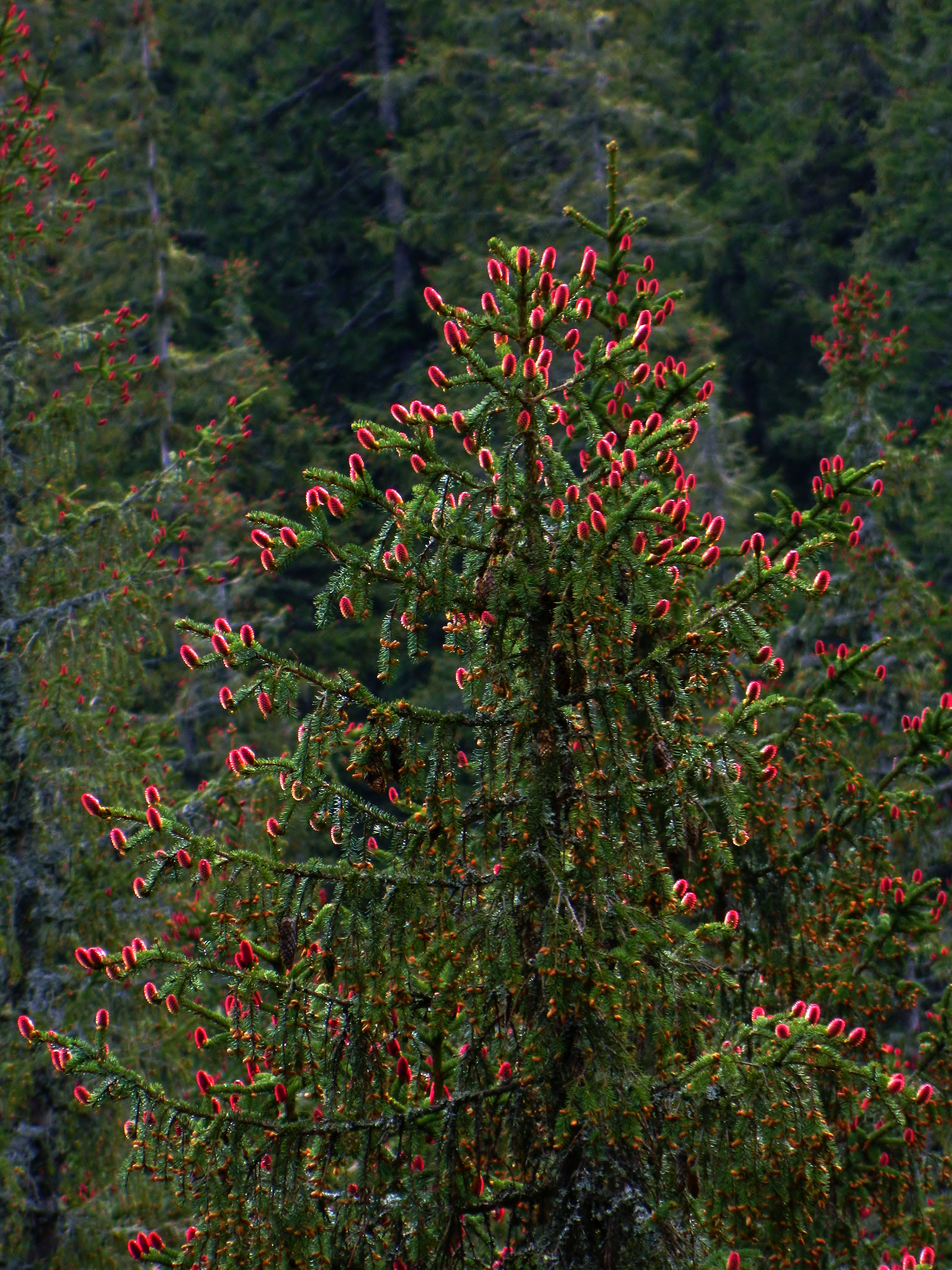
Молоді шишки смереки (Picea abies) навесні (Чорногора, Українські Карпати)
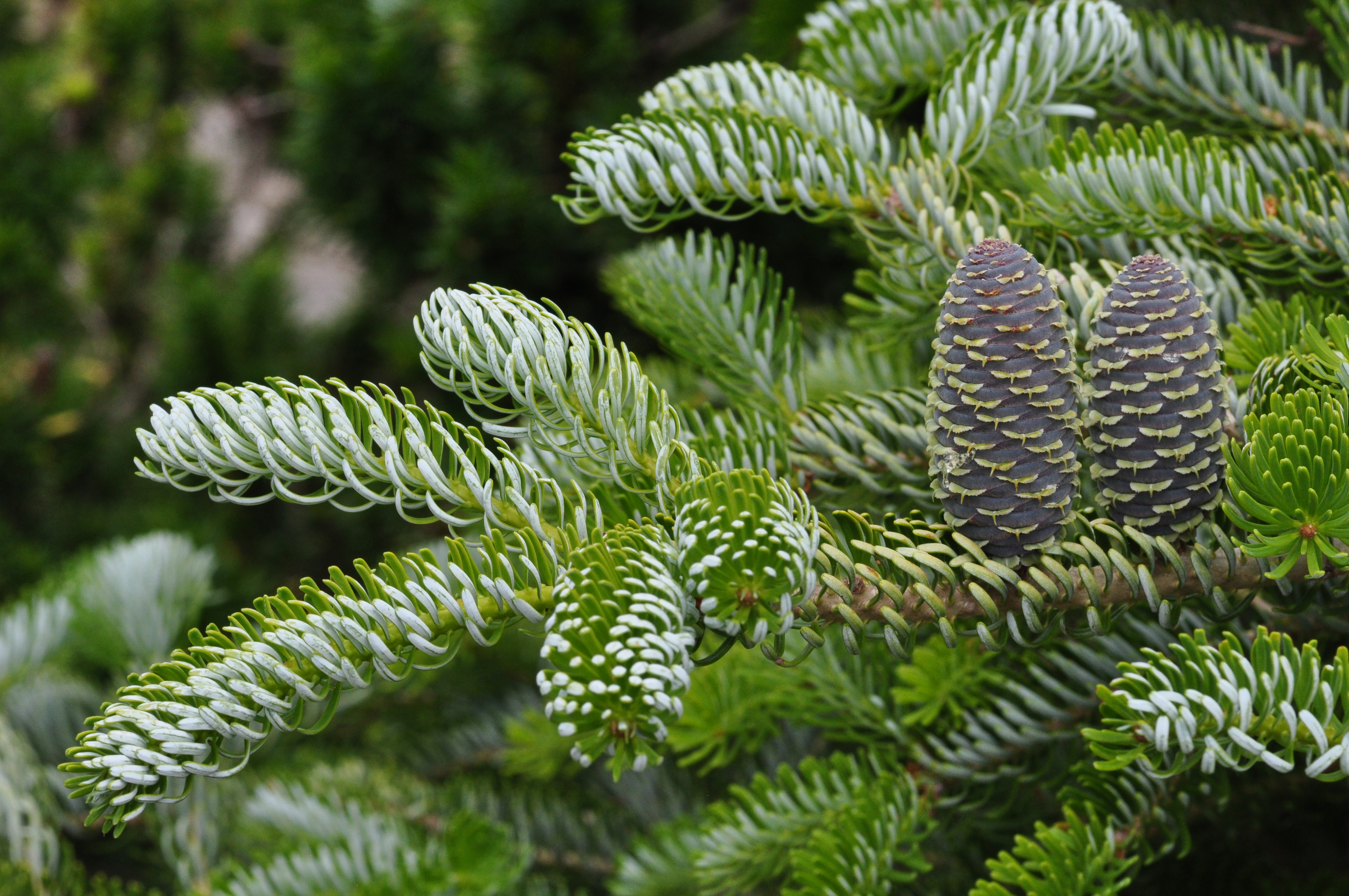
Шишки ялиці корейської (Abies koreana)
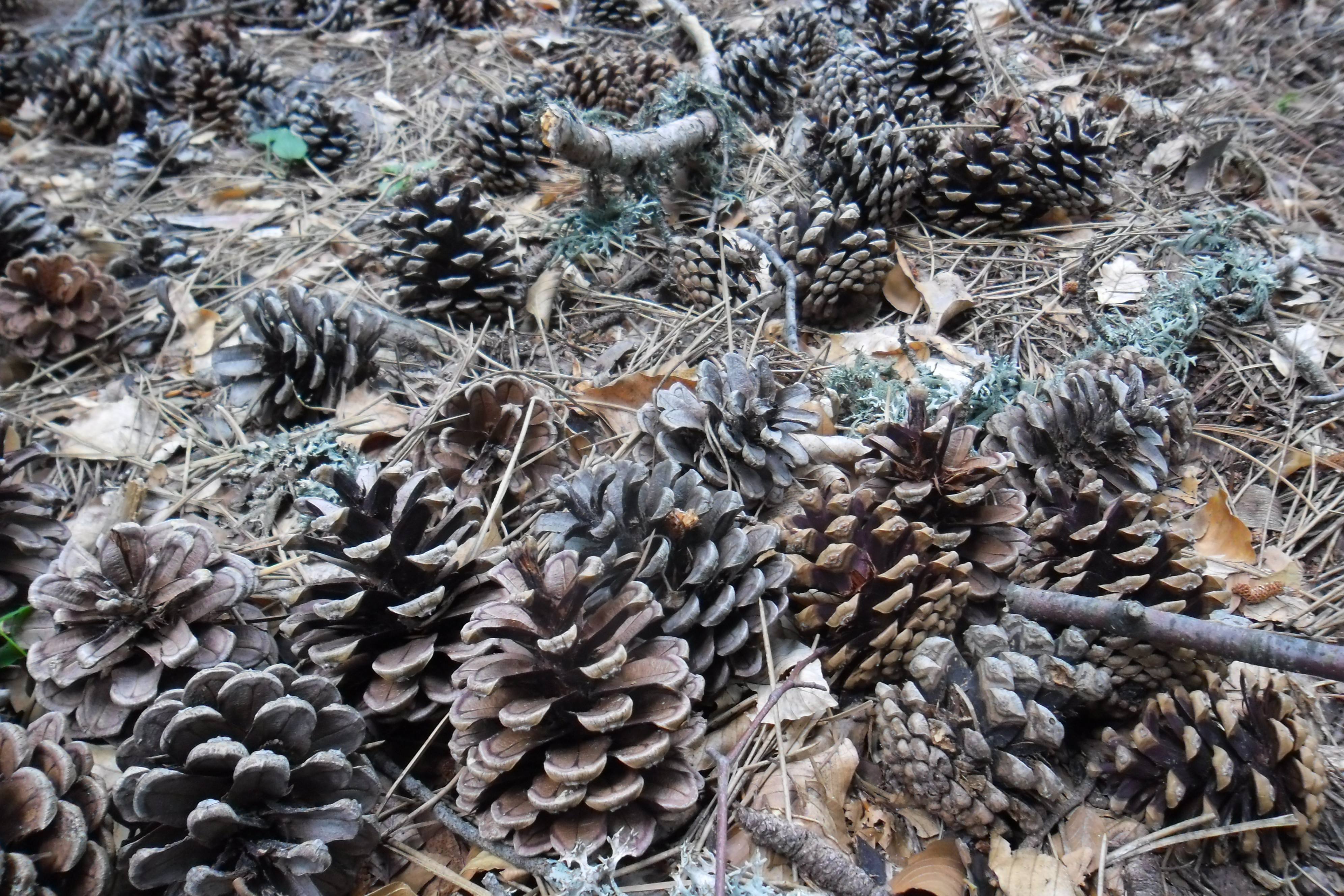
Опалі соснові шишки. Крим. Україна.
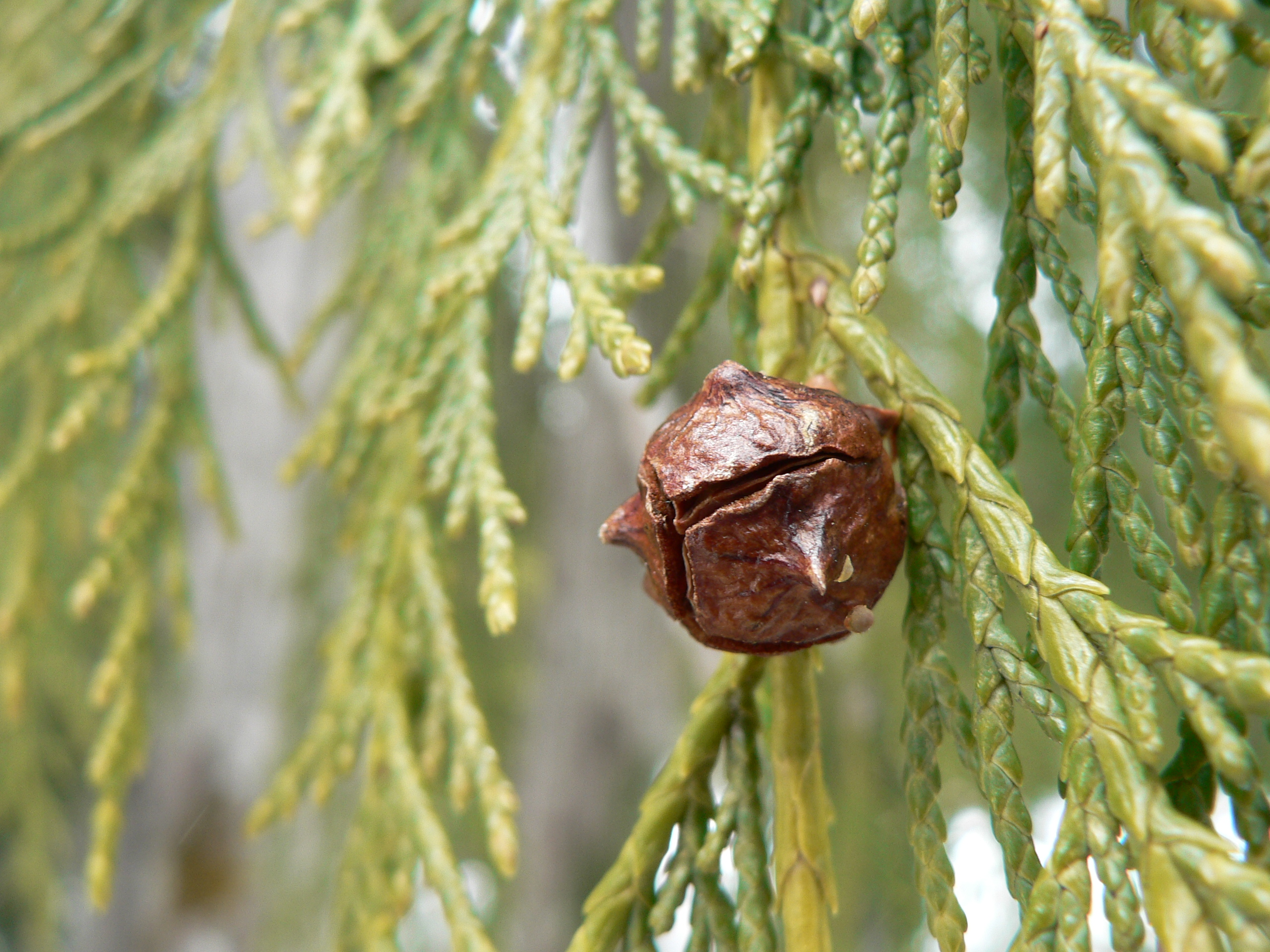
Куляста шишка Callitropsis nootkatensis
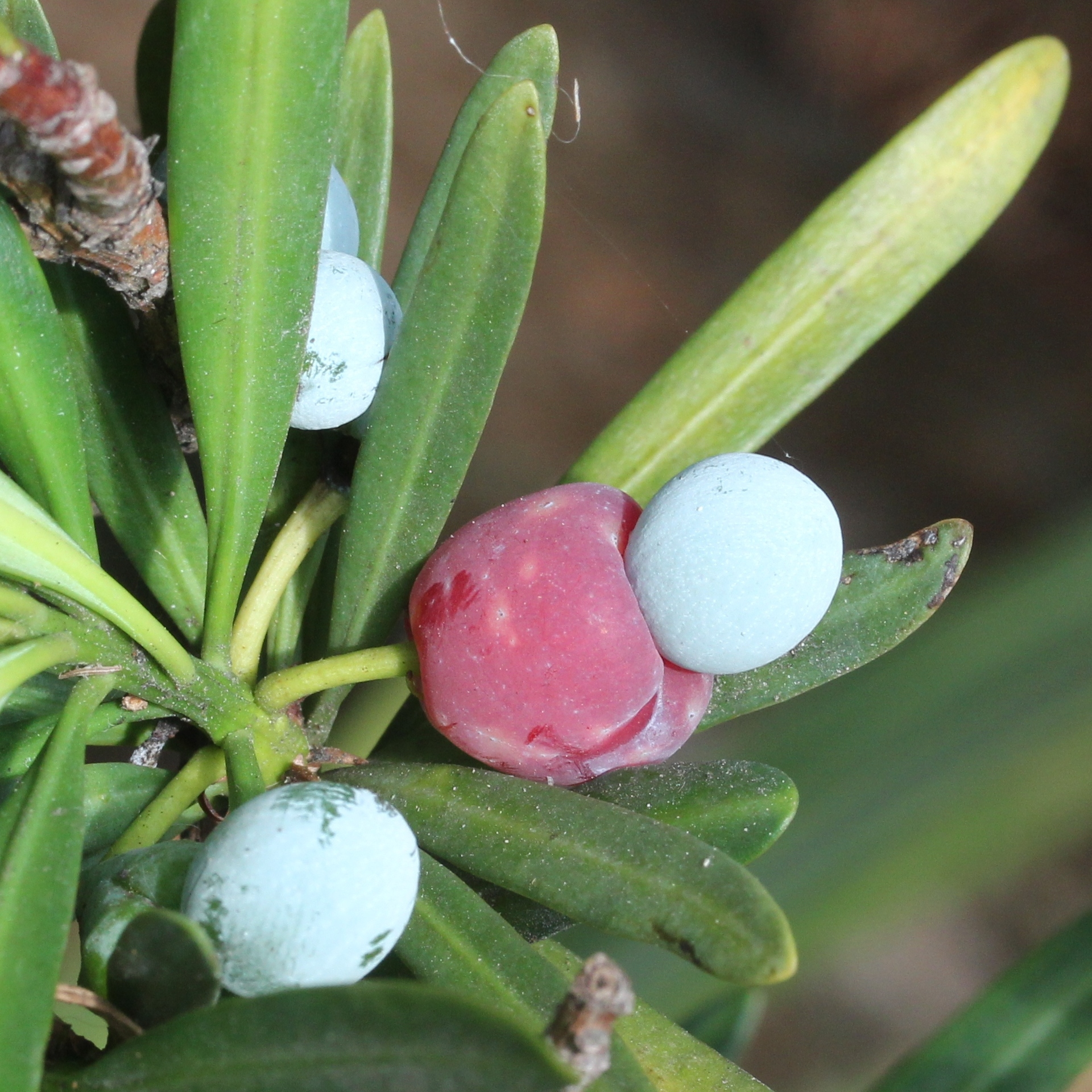
Ягодоподібна шишка Podocarpus macrophyllus
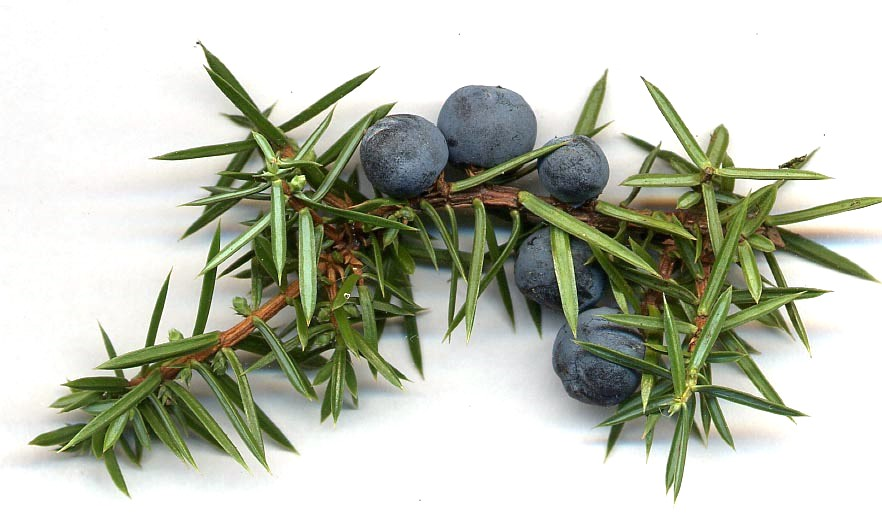
Ягодоподібна шишка Juniperus communis
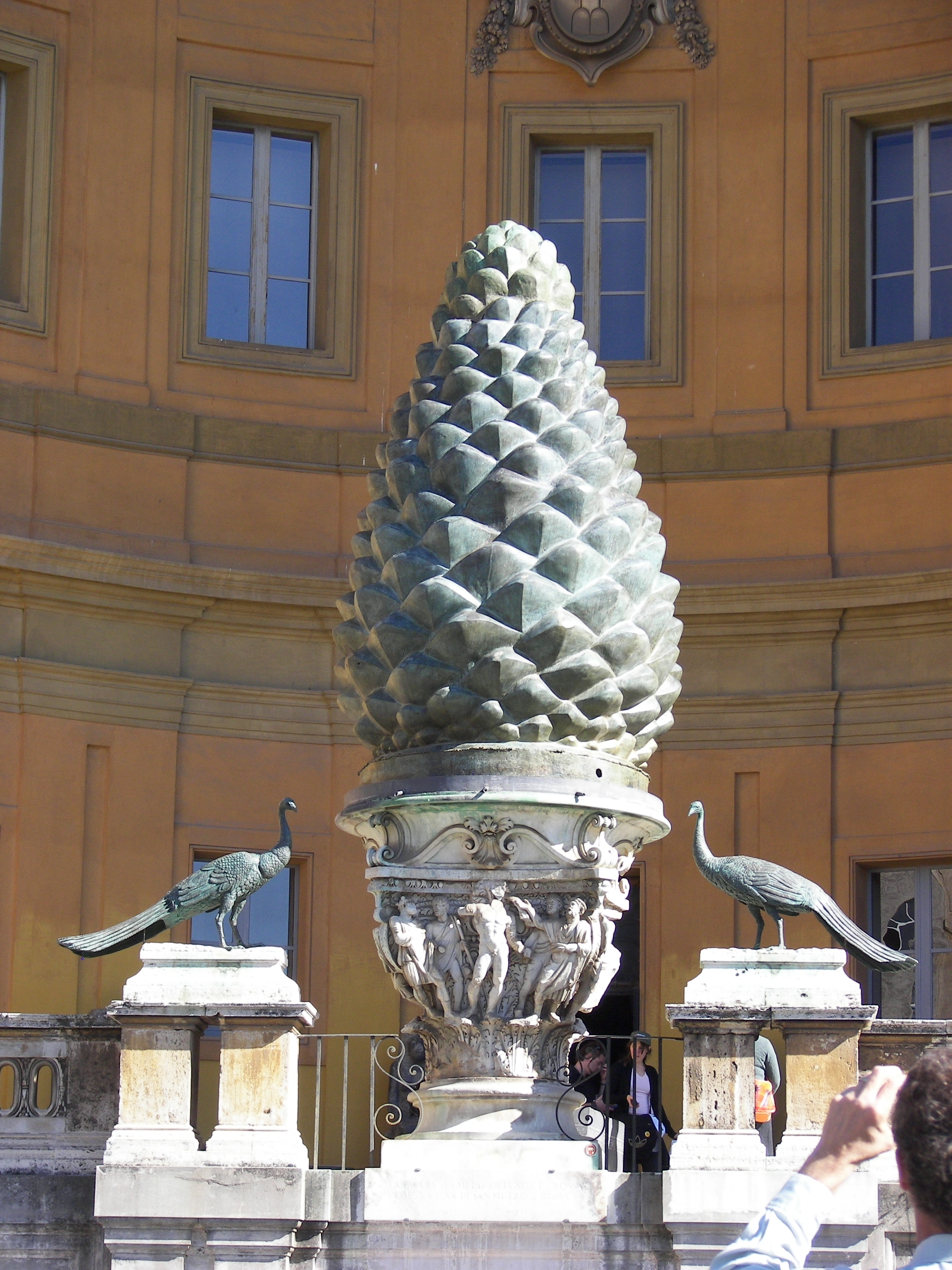
Статуя соснової шишки з Кортіль-делла-Пінья з музеїв Ватикану
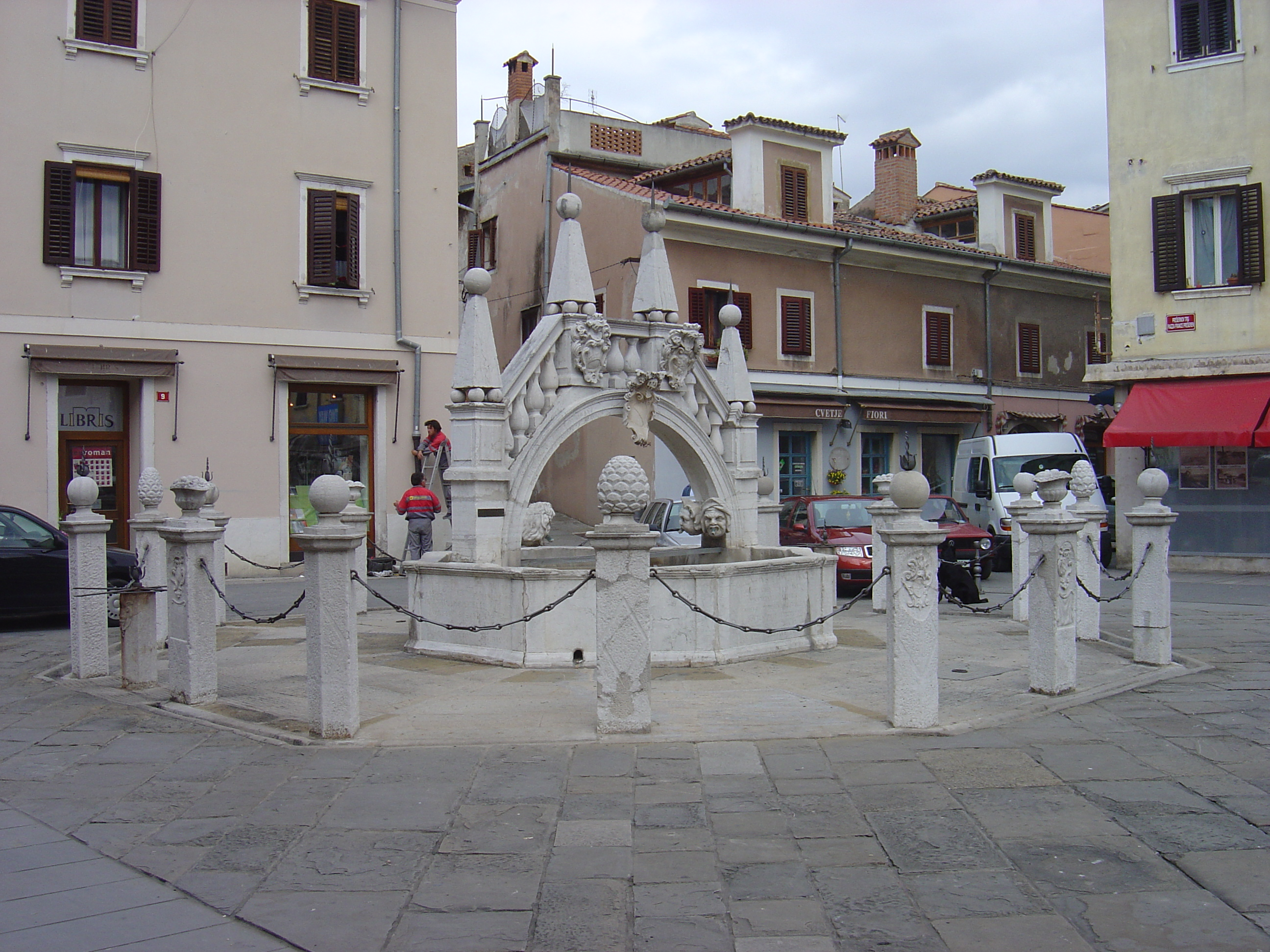
Фонтан із шишковими прикрасами м. Копер